# Болцун
Болцун (рум. Bolțun) — село в Ниспоренском районе Молдавии. Относится к сёлам, не образующим коммуну.

## География
Село расположено на высоте 116 метров над уровнем моря.

## Население
По данным переписи населения 2004 года, в селе Болцун проживает 1062 человека (532 мужчины, 530 женщин).
Этнический состав села:
| Национальность | Число жителей | Процентный состав |
| -------------- | ------------- | ----------------- |
| молдаване      | 1055          | 99.34             |
| румыны         | 3             | 0.28              |
| украинцы       | 2             | 0.19              |
| русские        | 1             | 0.09              |
| болгары        | 1             | 0.09              |
| Всего          | 1062          | 100%              |